# Trappistenkloster Akbez
Das Trappistenkloster Akbez war von 1881 bis 1926 ein französisches Kloster der Trappisten bei Meydan Ekbaz im Nurgebirge in Syrien, heute in der Türkei, nördlich Hassa (Hatay), unweit der syrischen Grenze.

## Geschichte
Angesichts der Bedrohung durch die kirchenfeindliche Dritte Republik gründete die französische Trappistenabtei Notre-Dame-des-Neiges 1881 in der Nähe des kurdischen Orts Meydan Ekbaz (auch: Meydan Akpas oder: Akbez, französisch: Maydan Akbès, früher auch: Cheikhlé, später Bahnhof der Bagdadbahn) im damaligen (zum osmanischen Reich gehörenden) Syrien das Kloster Notre-Dame du Sacré-Coeur („Unsere Liebe Frau vom heiligsten Herzen Jesu“). 1894 wechselte die Aufsicht über Akbez von Kloster Neiges zum algerischen Kloster Staouëli. Der seit Juli 1890 in Akbez lebende Charles de Foucauld ging 1896 über Staouëli in die südalgerische Wüste. Während des Ersten Weltkriegs mussten die Mönche das Kloster aufgeben. Der Neubeginn scheiterte nach dem Krieg am Kurdenaufstand. 1926 wurde das Kloster offiziell als aufgelöst erklärt.

### Obere und Prioren (Auswahl)
- Polycarpe Marthoud (* 1827; † 1895),
- Louis de Gonzague Martin (* 1854; † 1899)